# 高瀬梅吉
高瀬 梅吉（たかせ うめきち、1873年9月28日 - 1932年11月29日）は、日本の政治家。衆議院議員（1期）。

## 経歴
茨城県出身。1899年、東京帝国大学政治科卒。帝国商業銀行員、上海東亜同文書院教授となり、朝鮮銀行大阪、東京の各支店長、京城本店営業局長、東洋拓殖(株)理事、佐賀炭礦(株)社長、中島鉱業(株)取締役となる。
1930年の第17回衆議院議員総選挙において茨城2区から立憲民政党公認で立候補して当選し、衆議院議員を1期務めた。1932年の第18回衆議院議員総選挙には出馬しなかった。同年11月に死去した。